# 雅高酒店集团
雅高酒店集团（Accor）是一家大型的法國跨國企業 ，在將近100個國家中經營，股票列入巴黎CAC40指数。 雅高旗下的雅高酒店是歐洲旅館業的霸主，在全球擁有超過4000家旅館，涵蓋最豪華的酒店到最經濟的旅社。雅高旗下的雅高服務也在全球的企業服務業中首屈一指，以經營票券服務業著名。雅高71%的营业额来自欧洲，11%的营业额来自美洲，18%来自于其他国家及地区。
2015年6月1号，集团宣布更名为AccorHotels。雅高集团的标识来自于一种 加拿大野生大雁。

## 历史
- 1967年，雅高集团前身，酒店投资开发集团SIEH 由保尔.杜布吕勒和利奕良创建。同年第一家诺富特酒店在里尔开业。
- 1974年，在法国波尔多地区建立了第一间宜必思酒店（ibis）。
- 1975年，建立了第一间美居酒店（Mercure）。
- 1980年，建立了第一间索菲特酒店（Sofitel）。
- 1983年，成立“雅高酒店管理集团”，并开始了其在酒店业的迅速扩张。
- 1985年，建立了一級方程式酒店（Formula 1）品牌。
- 1990年，收购了美国连锁酒店品牌六号汽车旅馆（Motel 6）。
- 2001年，成为澳大利亚悉尼奥运会官方合作伙伴。同年，集团品牌公寓酒店（Suitehotel）在欧洲出现。
- 2002年，盐湖城冬奥会官方合作伙伴。
- 2003年，中国大陆第一家宜必思酒店在天津开业。
- 2005年，第4000间酒店（Novotel Madrid Sanchinarro）在西班牙马德里开业，成为首家诺富特品牌酒店。
- 2007年，集团成立40周年之际，已在全世界拥有4000家酒店和17万员工，遍布五大洲的100个国家，共计45061个房间。
- 2008年，乌兰巴托诺富特酒店在蒙古乌兰巴托开业[6]。同年，與澳博合作的澳門索菲特十六浦酒店在澳門開業。
- 2009年11月26日，與中華航空合作的台北諾富特華航桃園機場飯店[7]在台灣國際門戶桃園國際機場正式開幕。
- 2012年雅高酒店集團大中華區運營副總裁利榮達與香港王氏仁森機構董事副總經理王經潑分別代表雙方簽署了《石獅明昇鉑爾曼酒店委托管理合同》合作協議。這是石獅首家引入國際著名品牌冠名管理的五星級酒店。投资五亿元人民币
- 2015年6月3日，更名為雅高酒店集團（英語：Accor Hotels），並且啟用全新商標。
- 2015年12月11日，雅高酒店集團以現金加股票的方式，收購擁有Fairmont、Raffles和Swissotel等豪華酒店品牌的FRHI公司，涉及金額29億美元，賣方為卡塔爾主權投資基金與有「中東畢非德」稱號的沙特阿拉伯巨富阿瓦利德王子旗下Kingdom集團。他們將收取8.4億美元現金與4670萬股Accor股份。因此，交易完成後，卡塔爾投資公司與Kingdom，分別持有10.5%與5.8%的Accor股權
- 2016年截止到3月31日，錦江國際集團持有雅高酒店集团14.98%的股份，擁有13.07%的投票權，成為雅高酒店集团第一大股東
- 2016年12月，悅榕莊與雅高酒店宣布一項協議草案，以發展和品牌的全球悅榕莊下管理酒店。
- 2017年3月，雅高酒店集團收購Rixos Hotels50％以上股份。
- 2018年4月12日完成收購餐桌預定平台ResDiary
- 2018年4月30日以5.6億瑞士法郎（約合5.63億美元）收購在全球27個國家擁有84間酒店（超過2萬間客房）的瑞士瑞享酒店及度假村（Movenpick Hotels and Resorts）
- 2018年6月5日雅高酒店集团以12亿澳元的价格成功收购Mantra集团。本次收购的品牌包括Mantra、Peppers、BreakFree和Art Series，囊括了澳大利亚、新西兰、夏威夷和巴厘岛的138家酒店。
- 2019年12月5日雅高酒店以4.51億美元(約35.18億港元)的價格，出售所持華住酒店集團5%的股權，持股量降至5.2%。
- 2020年，2020年，Accor收購SBE Hotels，推出MövenpickLiving和Ennismore。
- 2020年10月22日，雅高宣布与法国巴黎银行（BNP Paribas）合作，在欧洲独家发行联合支付卡[8]。
- 2022年6月30日，在歷經388天防疫旅館後，台北諾富特華航桃園機場飯店恢復營業[9]，正式對外迎接一般旅客。
- 2023年12月4日，雅高酒店集团[3]（Accor）正式宣佈美憬阁（MGallery Hotel Collection）品牌進入台灣[10]地點位於台北[11] ，名稱為MGallery in Taipei 。但於 2024/8/21 起歇業。
- 2024年11月11日，台北諾富特華航桃園機場飯店宣布與凱悅酒店集團攜手合作，打造「桃園國際機場凱悅酒店Hyatt Regency Taoyuan International Airport」，並將於2025年1月1日起正式營運。

## 標誌變遷

雅高集團第二代商標 (2007年~2011年)
雅高集團第三代商標 (2011年~2015年)
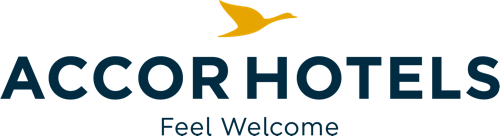
雅高酒店集團現時商標 (2015年6月3日至2019年)

## 概况

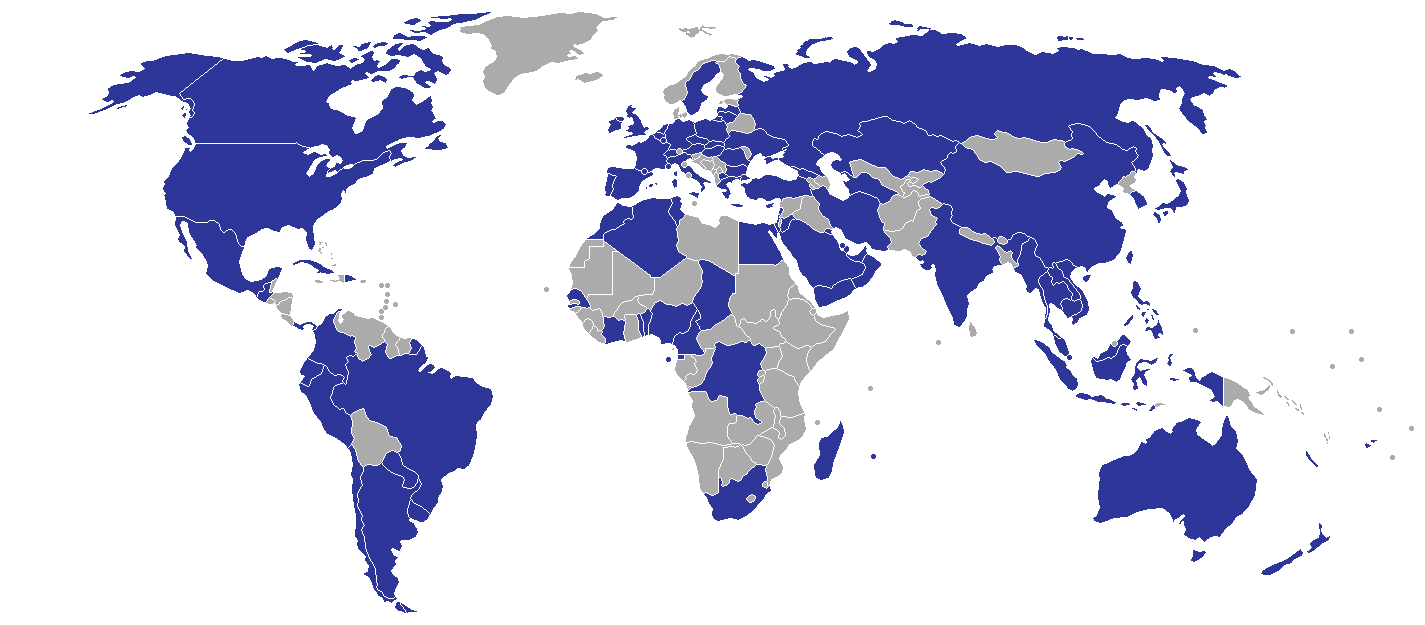
雅高酒店管理集团在各国家及地区的分布情况

- 公司性质：股份公司，巴黎CAC40指数中上市公司之一
- 亚太区主席兼首席执行官： 艾森伯（M. Issenberg）
- 亚太区总部：澳大利亚悉尼
- 亚洲区总部：泰国曼谷
- 中国区总部：中国上海

雅高集团拥有一所自己的学院，于1985年法国埃夫里地区创立——法国雅高学院，这个学院十分靠近雅高集团总部。为集团培养自己的行业人才。

## 集团战略领域
法国雅高集团擁有两大战略领域：

### 酒店品牌
- 奢华酒店品牌
  - 莱佛士（Raffles）
  - 费尔蒙（Fairmont）
  - 悅榕莊（Banyantree）
  - Rixos Hotels

- 索菲特系列
  - 索菲特 （Sofitel）

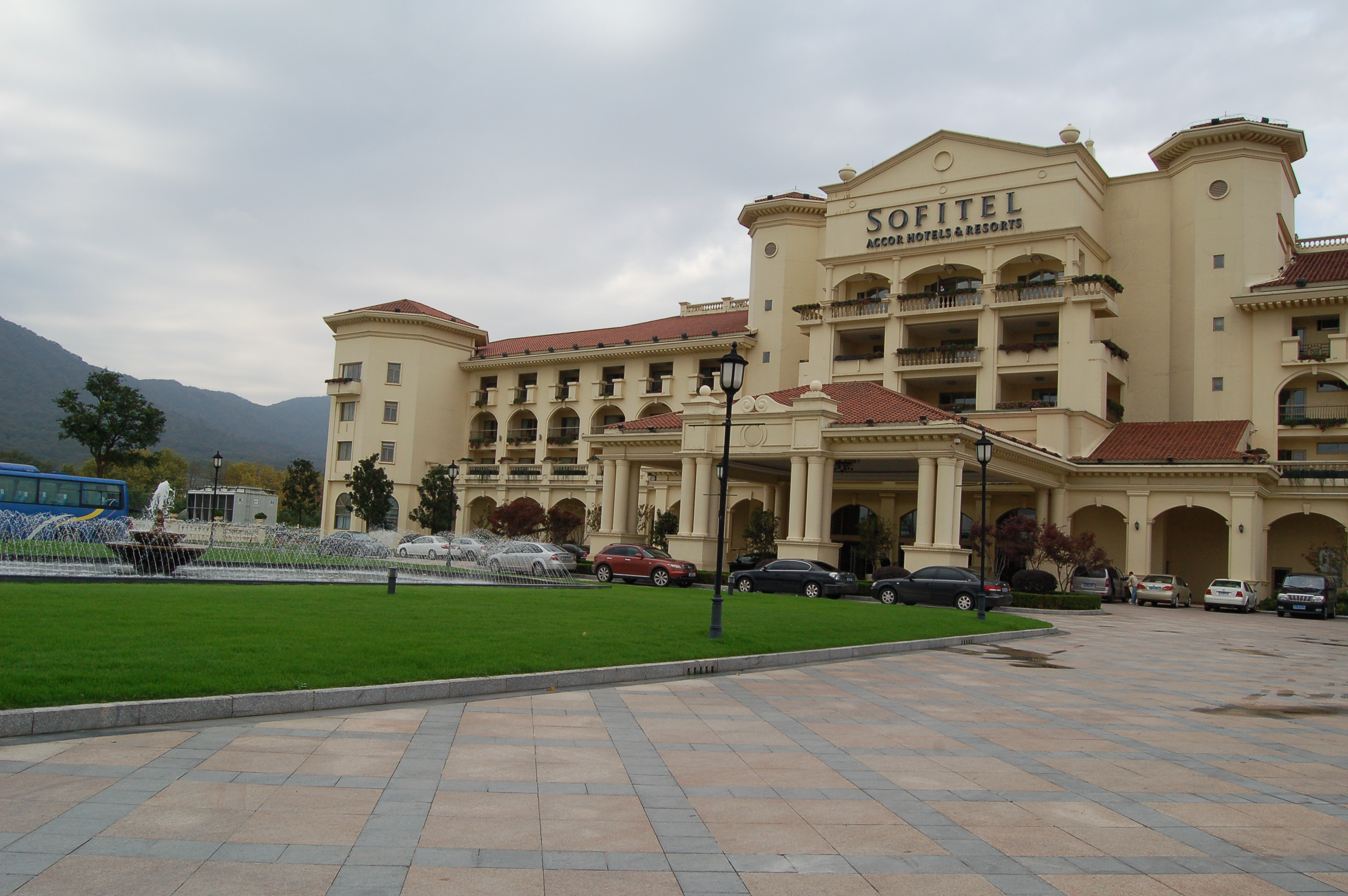
位于中国南京的一间索菲特品牌雅高酒店

  - 索菲特传奇 （Sofitel Legend ）

- 高档酒店品牌
  - 铂尔曼（Pullman)
  - 瑞士酒店（Swissôtel）
  - 悦椿（Angsana)
  - 美憬阁（MGallery Hotel Collection）
  - 美爵（Grand Mecure）
  - 美居（Mecure)
  - 诺富特（Novotel）
  - onefinestay
  - Suitehotel
  - Mantra
  - The Sebel
  - Art Series
  - Mövenpick
  - Thalassa

- 经济型酒店品牌
  - 宜必思（Ibis）
  - 宜必思尚品（Ibis Styles）
  - 阿德吉奥公寓酒店（Adagio）
  - 25Hours酒店
  - Peppers
  - Breakfree

- Ennismore[12]
  - 21c Museum Hotel
  - 25hours Hotels
  - Delano
  - Hyde
  - JO&JOE
  - Mama Shelter
  - Mondrian
  - Morgans Originals
  - SLS
  - SO/
  - The Hoxton
  - 芮族酒店 TRIBE[13]
  - Working From_
- 简易型酒店品牌
  - Hotel F1

雅高已經於2007年賣出 Red Roof Inns（红屋顶旅社），於2012年賣出 Motel 6 酒店集团
- 其他
  - Le Notre（甜品连锁店）
  - Compagnie des Wagons-lits（在欧洲五国奥、西、法、意、葡，提供火车上的餐饮住宿服务）著名的東方快車是業務的一部分。

### 雅高服务／宜睿Edenred
雅高服務的業務範圍遍佈世界40個國家，當中超過43萬的公司和機構的3000萬使用客戶。
該品牌常替這些公司的人事部門代理員工福利方面的瑣事，包括：
- 餐廳券（Ticket Restaurant）
- 午餐券（Luncheon Vouchers）
- Ticket Alimentaçao
- Clean Way
- Ticket Service
- Childcare Vouchers
- Eyecare Vouchers
- Bien-Etre à la Carte
- Worklife Benefits
- EAR
- Accentiv'
- Académie du Service
- Tesorus
- Ticket Compliments

## 地球客人
地球客人（Earth Guest）是雅高集团于2005年和联合国环境署（UNEP）合作创建并实施的一项致力于保护地球环境的环保计划。它是以ISO14001标准为基础的。
地球客人计划的吉祥物是一只白色的鹅，雅高为其取名“鹅妈妈”。

## 忠诚客户计划
雅高集团的忠诚客户计划称为“A Club”，这个计划于2008年9月15日面世，与之前的“Advantage Plus”共同成为雅高忠诚计划中的一个项目。
其中，“A Club”计划是以消费积分方式运营。“Advantage Plus”计划是以免费券以及折扣消费方式运营的忠诚客户计划。

## 外部連結
- 官方网站